# Ministerium für Kultus, Jugend und Sport Baden-Württemberg
Das Ministerium für Kultus, Jugend und Sport Baden-Württemberg (kurz Kultusministerium oder KM) ist eine Oberste Landesbehörde. Es ist eines von zwölf Ministerien in der Verwaltung des Landes Baden-Württemberg. Es hat seinen Sitz in der Landeshauptstadt Stuttgart.

## Leitung
Ministerin ist seit 2021 Theresa Schopper (Grüne). Staatssekretäre sind seit 2021 Sandra Boser (Grüne) und Volker Schebesta (CDU). Leitender Beamter und Amtschef ist ebenfalls seit 2021 Ministerialdirektor Daniel Hager-Mann (Grüne).

## Geschichte
Die Einrichtung des Ministeriums erfolgte mit der Gründung des Landes Baden-Württemberg am 25. April 1952 als Kultministerium unter Leitung von Gotthilf Schenkel. Der Name geht auf einen Beschluss des Staatsministeriums Württemberg-Baden im September 1945 zurück, die Bezeichnung Kultminister beziehungsweise Kultministerium zu verwenden. Die Umbenennung in Kultusministerium erfolgte erst im August 1954. Bis 1978 hieß es offiziell nur Kultusministerium, anschließend bis 1996 Ministerium für Kultus und Sport. Seither führt es seine heutige Bezeichnung.

## Geschäftsbereich
Zum Geschäftsbereich des Kultusministeriums gehören:
1. Schulische Bildung und Erziehung, insbesondere
  1. allgemein bildende Schulen;
  2. berufliche Schulen;
  3. Elementarerziehung;
  4. Privatschulwesen;
  5. Lehrerausbildung in der zweiten Phase, Pädagogische Fachseminare, Lehrerfortbildung;
  6. Ausbildungs- und Prüfungsordnungen für die Lehrerausbildung und Durchführung der Lehramtsprüfungen;
  7. Bildungsforschung;
  8. Bildungsinformation und Bildungsberatung;
  9. Fernunterricht;
  10. überregionale und internationale kulturelle Angelegenheiten;
2. Angelegenheiten des Sports, Wandern;
3. Jugendpflege;
4. Weiterbildung;
5. Heimatpflege, Volksmusik und Laienkunst;
6. Zentrale Anlaufstelle für das Ehrenamt;
7. Landeskuratorium für Bürgerarbeit;
8. Beziehungen des Staates zu den Kirchen und sonstigen Religionsgemeinschaften, Staatsleistungen, Kirchensteuerrecht;
9. sonstige Angelegenheiten im Bereich von Kultus, Jugend und Sport, soweit nicht ein anderes Ministerium zuständig ist.

## Sitz

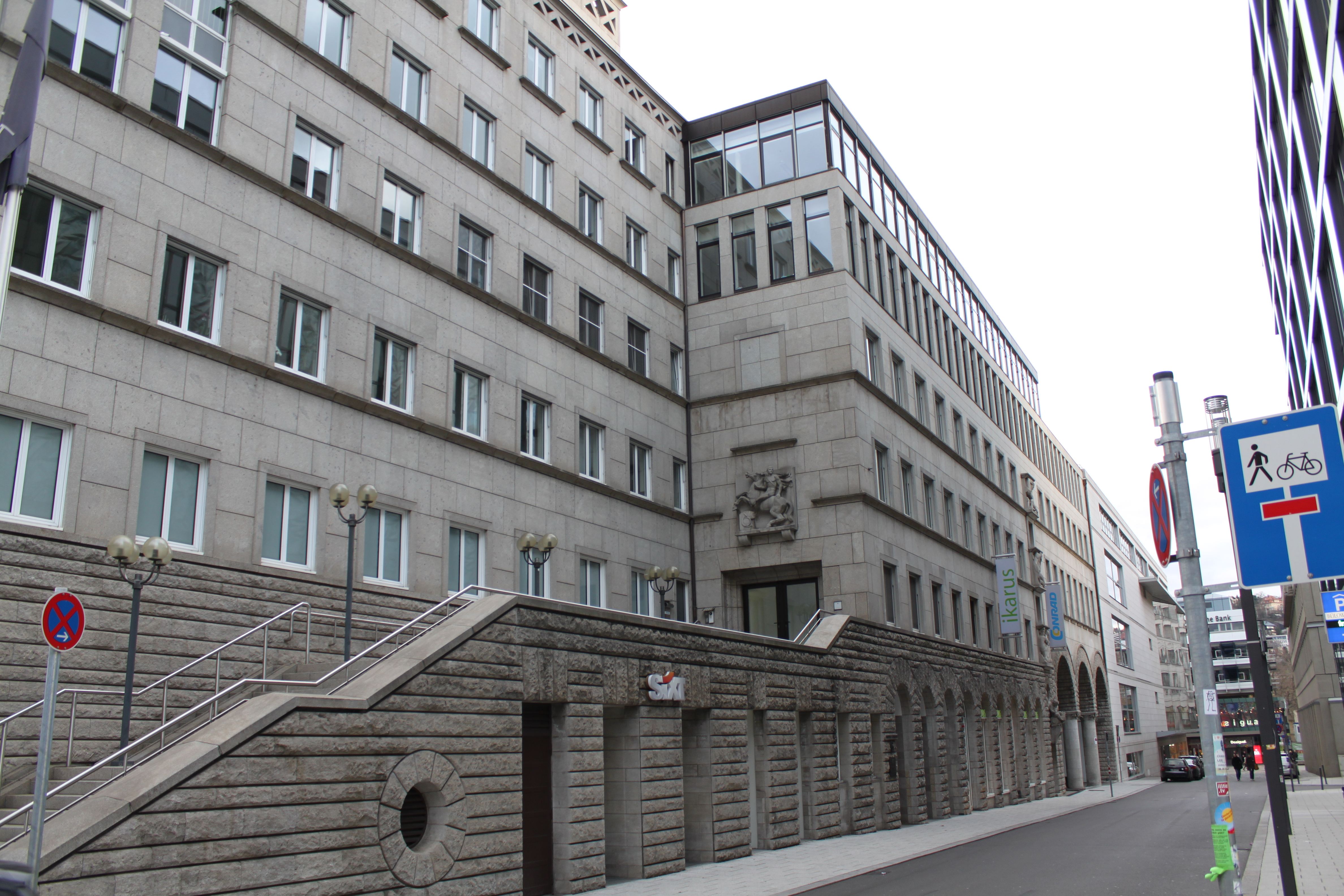
Dienstgebäude des Ministeriums in der Thouretstraße 6 in Stuttgart

Die Behörde hat ihren Sitz in Stuttgart. Seit 2012 ist sie im ehemaligen Postquartier in der Thouretstraße untergebracht. Zuvor waren die rund 400 Mitarbeiter über sechs Gebäude verteilt, unter anderem im Neuen Schloss.

## Nachgeordnete Dienststellen
Dem Kultusministerium Baden-Württemberg sind unter anderem folgende Dienststellen, Behörden und Einrichtungen unterstellt beziehungsweise zugeordnet beziehungsweise werden von diesem direkt oder indirekt beaufsichtigt:
- Regierungspräsidien Abteilung 7 (Freiburg im Breisgau, Karlsruhe, Stuttgart, Tübingen)[14][15][16]
- Seminare für Ausbildung und Fortbildung der Lehrkräfte und Pädagogische Fachseminare in Baden-Württemberg
- 21 Staatliche Schulämter
- Institut für Bildungsanalysen Baden-Württemberg (IBBW)
- Zentrum für Schulqualität und Lehrerbildung (ZSL)
- Landesmedienzentrum Baden-Württemberg mit Sitz in Karlsruhe und Stuttgart
- Schulbauernhof Pfitzingen

Historisch waren ihm folgende Behörden und Einrichtungen nachgeordnet:
- Landesinstitut für Schulentwicklung (LS) mit Sitz in Stuttgart (früher Landesinstitut für Erziehung und Unterricht (LEU)) (aufgelöst 2019)
- Landesinstitut für Schulsport mit Sitz in Ludwigsburg (aufgelöst 2019)
- Landesakademie für Fortbildung und Personalentwicklung an Schulen mit mehreren Standorten (früher staatliche Akademien für Lehrerfortbildung) (aufgelöst 2019)
- Landesakademie für Schulkunst in Schloss Rotenfels (aufgelöst 2019)
- Internationales Institut für Berufsbildung in Mannheim (aufgelöst 2012)[17]

## Dipsy-Skandal um 1.440 unbesetzte Lehrerstellen 2005–2025
Durch einen Fehler in der Verwaltungssoftware „dialogisierte integrierte Personalverwaltungssystem“ (Dipsy) blieben seit 2005 in Baden-Württemberg 1.440 Lehrerstellen unbesetzt, was zu Unterrichtsausfall bzw. Mehrarbeit durch Lehrkräfte führte und für das Abrutschen der baden-württembergischen Schülerinnen und Schüler „in den vergangenen Jahren in sämtlichen Bildungsstudien von Spitzenplätzen ins untere Mittelfeld“ verantwortlich gemacht wird. Der Fehler blieb in Baden-Württemberg sowohl vom Ministerium für Kultus, Jugend und Sport Baden-Württemberg, vom Landesamt für Besoldung und Versorgung Baden-Württemberg und vom Ministerium für Finanzen Baden-Württemberg unbemerkt. Der „Skandal“ um unbesetzte Lehrerstellen in Baden-Württemberg mache offenbar, dass „den Beamten [...] grundlegende Kompetenzen für die Digitalisierung [fehle]“.